# Hoffeld (Königheim)
Hoffeld (auch Hof Hoffeld, früher Hoffelderhof, Hochfelderhof und Hoefeld) ist eine Kleinsiedlung, die auf der Gemarkung des Königheimer Ortsteils Pülfringen im Main-Tauber-Kreis liegt.

## Geographie

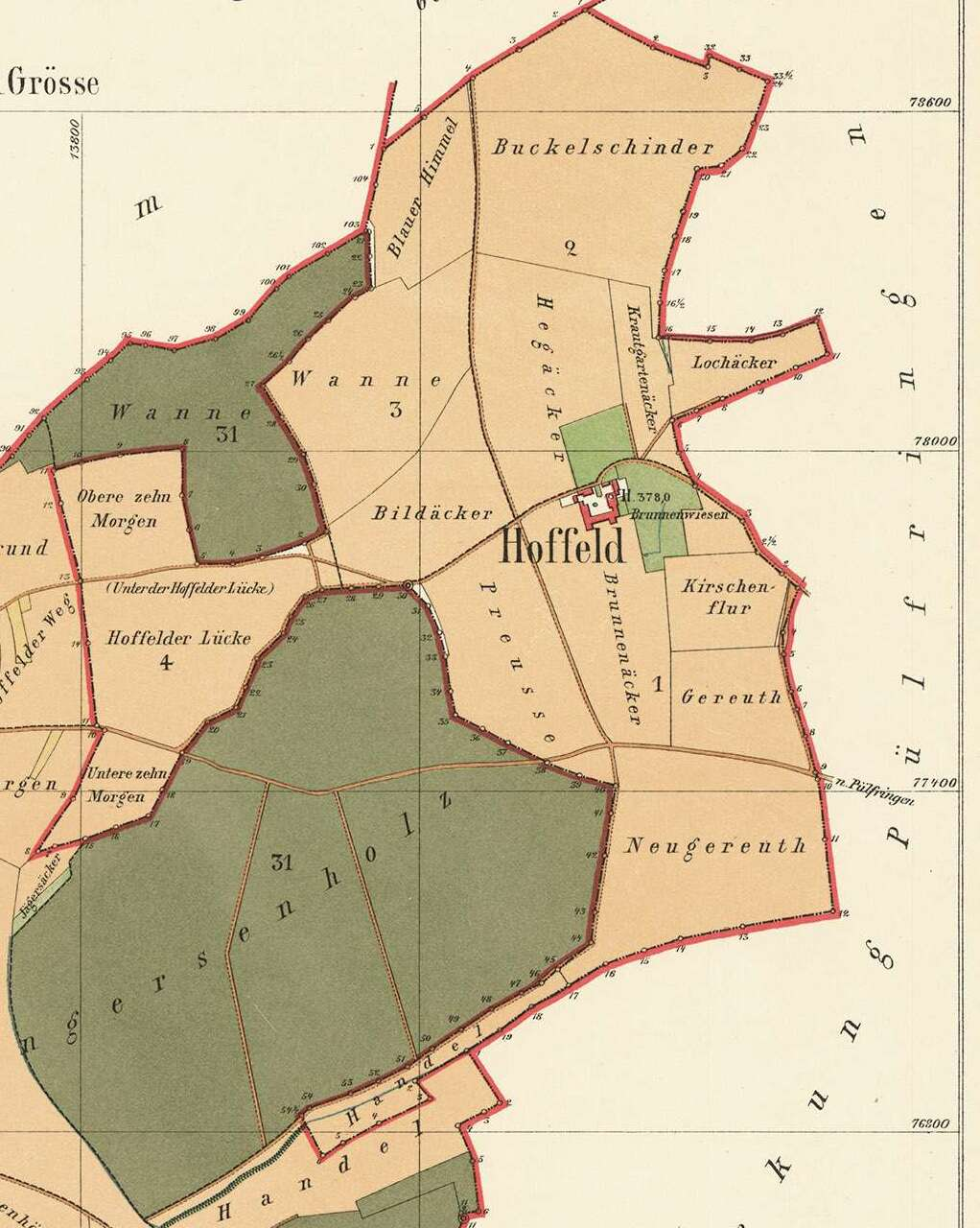
Die um 1888 noch eigenständige Gemarkung Hoffelds (ist heute in der Gemarkung von Pülfringen aufgegangen)

Hoffeld liegt etwa sieben Kilometer südwestlich von Königheim. Die umgebenden Orte sind Pülfringen nach etwa zwei Kilometern in südlicher Richtung, Weikerstetten nach etwa zwei Kilometern in nordöstlicher Richtung, Schweinberg nach etwa drei Kilometern in nordöstlicher Richtung und Gissigheim nach etwa vier Kilometern in östlicher Richtung.

## Geschichte

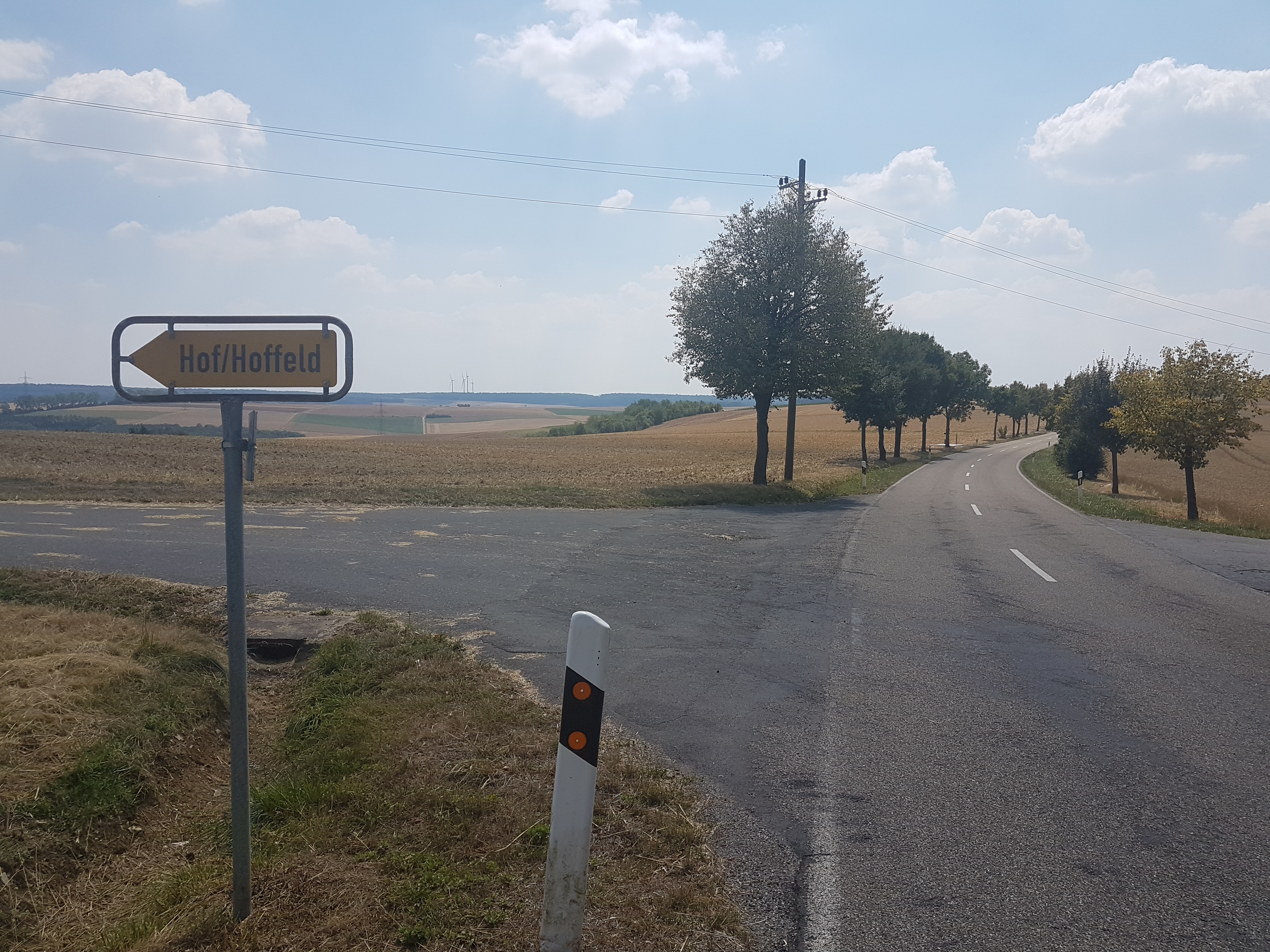
Abzweigung nach Hof Hoffeld zwischen Schweinberg und Pülfringen

Im Jahre 1410 wurde Hoffeld erstmals urkundlich erwähnt. Auf dem Messtischblatt Nr. 6423 „Gissigheim“ von 1886 war der Wohnplatz als Hoffeld mit einem hufeisenförmigen Gebäude verzeichnet. Auf dem aktualisierten Messtischblatt Nr. 6423 „Gissigheim“ von 1937 war der Ort ebenfalls als Hoffeld mit einem weiteren Nebengebäude verzeichnet. Am 31. Dezember 1973 wurde die Gemeinde Pülfringen, zu der Hoffeld gehörte, nach Königheim eingemeindet.